# Poa arctica ssp. grayana
Poa arctica ssp. grayana là một phân loài cỏ trong họ hòa thảo, thuộc chi poa.